# Миколувский повет
Миколувский повят (пол. Powiat mikołowski) — повят (район) в Польше, входит как административная единица в Силезское воеводство. Центр повята — город Миколув. Занимает площадь 231,53 км². Население — 96 307 человек (на 30 июня 2015 года).

## Административное деление
- города: Лазиска-Гурне, Миколув, Ожеше
- городские гмины: Лазиска-Гурне, Миколув, Ожеше
- сельские гмины: Гмина Орнонтовице, Гмина Выры

## Демография
Население повята дано на 30 июня 2015 года.
| Перепись            | Всего  | Мужчины | Женщины |
| ------------------- | ------ | ------- | ------- |
|                     | чел.   | чел.    | чел.    |
| Всего               | 96 307 | 46 903  | 49 404  |
| Городское население | 82 521 | 40 140  | 42 381  |
| Сельское население  | 13 786 | 6 763   | 7 023   |